# Zachary Levi
Zachary Levi „Zact” Pugh (ur. 29 września 1980 w Lake Charles) – amerykański aktor, reżyser i producent telewizyjny i filmowy. Znany głównie jako odtwórca tytułowej roli w serialu Chuck.

## Życiorys
Urodził się w Lake Charles, w stanie Luizjana jako syn Susan Marie (z domu Hoctor) i Darrella Pugha. Jego rodzina miała korzenie angielskie, francuskie, niemieckie, irlandzkie, walijskie, szkockie, szwajcarskie i holenderskie. Dorastał wraz z dwiema siostrami w Ventura County, w stanie Kalifornia. W wieku sześciu lat występował, śpiewał i tańczył w szkolnych teatrzykach. Uczęszczał do Audubon Elementary i Rose Hill Junior High. Po ukończeniu Buena High School, wyjechał do Los Angeles.
Występował na scenie w przedstawieniach: Grease, Outsiderzy (The Outsiders), Oliver!, Czarnoksiężnik z Krainy Oz (The Wizard of Oz) i Wielka rzeka (Big River). Zwrócił na siebie uwagę w Hollywood Ojai's Godspell w roli Jezusa i jako Hank w Marvins Room.
Zadebiutował na dużym ekranie w komedii Agent XXL 2 (Big Momma's House 2, 2005). Pojawił się w familijnej komedii telewizyjnej ABC Chłopak pilnie poszukiwany (See Jane Date, 2003). Stał się najbardziej znany z roli Kippa Steadmana w sitcomie CBS Prawie doskonali (Less Than Perfect, 2002–2006).
27 października 2017 został obsadzony w tytułowej roli w filmie Shazam!.

## Filmografia

### film fabularne
- 2002: Gruba ryba – bukmacher z kampusu (Big Shot: Confessions of a Campus Bookie, TV) jako Adam
- 2003: Chłopak pilnie poszukiwany (See Jane Date, TV) jako Grant
- 2005: Reel Guerrillas (film krótkometrażowy) jako Evon Schwarz
- 2006: Agent XXL 2 (Big Momma's House 2) jako agent Kevin Kennelly
- 2007: Imperfect Union jako Clark
- 2007: Ctrl Z (film krótkometrażowy) jako Ben Pillar
- 2007: Spiral jako Berkeley
- 2008: The Tiffany Problem (film krótkometrażowy) jako Zac
- 2008: Shades of Ray jako Ray Rehman
- 2008: Wielki film (An American Carol) jako Lab Tech #1
- 2008: Paróweczki (Wieners) jako Ben Fallon
- 2009: Stuntmen jako Troy Ratowski
- 2009: Alvin i wiewiórki 2 (Alvin and the Chipmunks: The Squeakquel) jako Toby Seville (głos)
- 2010: Byron Phillips: Found (film krótkometrażowy) jako Byron Phillips
- 2010: Zaplątani (Tangled) jako Flynn Rider (dubbing)
- 2012: I żyli długo i zaplątani (Tangled Ever After) jako Flynn Rider / Eugene Fitzherbert (głos)
- 2013: Thor: Mroczny świat (Thor: The Dark World) jako Fandral
- 2017: Pierwsza gwiazdka (The Star) jako Józef (głos)
- 2017: Thor: Ragnarok jako Fandral
- 2019: Shazam! jako William „Billy” Batson / Shazam
- 2021: Mauretańczyk (The Mauritanian) jako Neil Buckland

### seriale TV
- 2001: Untitled Sisqo Project
- 2002–2006: Prawie doskonali (Less Than Perfect) jako Kipp Steadman
- 2004: Babski oddział (The Division) jako Todd
- 2004: Pohamuj entuzjazm (Curb Your Enthusiasm) jako Bellman
- 2005: Three jako Ian
- 2006: Najgorszy tydzień mojego życia (Worst Week of My Life) jako Nick
- 2007–2012: Chuck (Chuck) jako Chuck Bartowski
- 2011: Spike Video Game Awards jako gospodarz
- 2012: Robot Chicken – głos
- 2015: Heroes: Odrodzenie (Heroes Reborn) jako Luke Collins
- 2015: Telenovela jako James McMahon
- 2017: Zanim żyli długo i zaplątani jako Flynn Rider / Eugene Fitzherbert (głos)
- 2017-: Zaplątane przygody Roszpunki jako Flynn Rider / Eugene Fitzherbert (głos)
- 2018: Wspaniała pani Maisel jako dr Benjamin Ettenberg
- 2019: Robot Chicken jako William „Billy” Batson / Shazam (głos)